# Station Vught-IJzeren Man

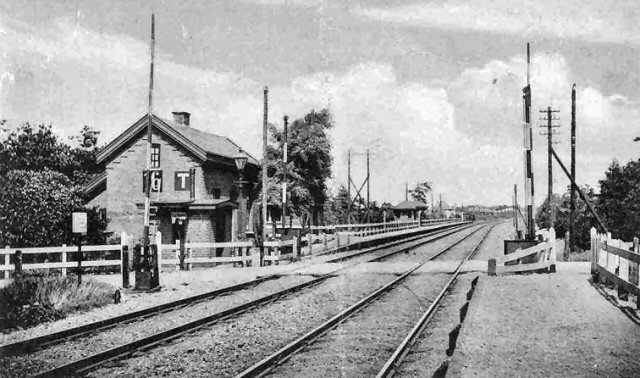
Station Vught-IJzeren Man (1920)

Station IJzeren Man is een voormalig spoorwegstation in de gemeente Vught in Nederland, aan de Brabantse Lijn.
Het station werd op 4 juni 1881 geopend en op 15 mei 1938 gesloten. Halte IJzeren Man had ook een wachterswoning. Deze werd in 1950 afgebroken.
Dit station werd vooral druk bezocht in de zomer als het recreatiepark De IJzeren Man geopend was. Vooral inwoners van 's-Hertogenbosch gebruikten deze lijn om naar de IJzeren Man te komen. 
0: Tilburg ·
Berkel-Enschot ·
7: Udenhout ·
13: Helvoirt ·
IJzeren Man ·
Vught Zuid-Oost ·
22: 's-Hertogenbosch ·
24: Orthen ·
25: 's-Hertogenbosch Oost ·
28: Rosmalen ·
Sprokkelbosch ·
Kruisstraat ·
Nuland ·
Geffen ·
Heihoek ·
39: Oss West ·
41: Oss ·
Berghem ·
49: Ravenstein ·
56: Wijchen ·
61: Nijmegen Dukenburg ·
63: Nijmegen Goffert ·
66: Nijmegen
Bergen op Zoom · 
Best · 
Boxmeer · 
Boxtel · 
Breda · 
-Prinsenbeek · 
Cuijk · 
Deurne · 
Eindhoven:
-Centraal · 
-Stadion · 
-Strijp-S ·
Etten-Leur · 
Geldrop · 
Gilze-Rijen · 
Heeze · 
Helmond · 
-Brandevoort ·
-Brouwhuis · 
-'t Hout · 
's-Hertogenbosch · 
-Oost · 
Lage Zwaluwe · 
Maarheeze · 
Oisterwijk · 
Oss ·
-West · 
Oudenbosch · 
Ravenstein · 
Roosendaal · 
Rosmalen · 
Tilburg · 
-Reeshof · 
-Universiteit · 
Vierlingsbeek · 
Vught · 
Zevenbergen
Voormalige stations: zie de lijst van voormalige spoorwegstations in Noord-Brabant